# Leon Szyszko
Leon Szyszko (ur. 15 marca 1924 w Kolonii Kamienica na Polesiu, zm. 7 listopada 2009 w Warszawie) – generał brygady LWP.

## Życiorys
Do 1939 był uczniem Państwowego Gimnazjum nr 94 w Prużanie na Polesiu. 13 kwietnia 1940 wraz z matką i bratem został deportowany przez NKWD do północnego Kazachstanu, gdzie pracował w gospodarstwie rolnym należącym do szpitala. W 1943 przybył do Centrum Formowania Polskich Sił Zbrojnych w ZSRR w Sielcach nad Oką i został powołany do służby w 6 pułku piechoty 2 Dywizji Piechoty im. Jana Henryka Dąbrowskiego, gdzie służył w stopniu szeregowego, a następnie kaprala. Do lipca 1944 służył w 6 pułku piechoty jako zastępca dowódcy plutonu. Od lipca do października 1944 odbył 3-miesięczny kurs oficerski, początkowo w Łucku, a następnie w Mińsku Mazowieckim. Po ukończeniu kursu został mianowany na stopień porucznika.  Przeszedł cały szlak bojowy 2 Dywizji Piechoty im. J. H. Dąbrowskiego. Po wojnie został kapitanem. 
W latach 1946–1949 studiował w Akademii Wojskowej im. Frunze w Moskwie, po czym został awansowany do stopnia majora dyplomowanego i rozpoczął służbę w pionie operacyjnym Sztabu Generalnego WP. W latach 1951–1952 był attaché wojskowym w ChRL i KRL-D. Po powrocie do kraju mianowany w 1952 podpułkownikiem, a w 1956 pułkownikiem. W latach 1961–1965 był stałym przedstawicielem Sztabu Generalnego WP w Sztabie Zjednoczonych Sił Zbrojnych Państw-Stron Układu Warszawskiego w Moskwie. W latach 1965–1969 służył w Inspektoracie Szkolenia MON. Na mocy uchwały Rady Państwa PRL z 9 października 1968 mianowany na stopień generała brygady; nominację wręczył mu w Belwederze 12 października 1968 przewodniczący Rady Państwa marszałek Polski Marian Spychalski w obecności I sekretarza KC PZPR Władysława Gomułki. W latach 1969–1974 został ponownie oddelegowany do służby w Sztabie Zjednoczonych Sił Zbrojnych Państw-Stron Układu Warszawskiego w Moskwie. W latach 1975–1976 szef sztabu – zastępca dowódcy Warszawskiego Okręgu Wojskowego. W ostatnim okresie służby w latach 1977–1987 był głównym specjalistą kierownictwa Sztabu Generalnego WP i przewodniczącym Komisji Głównej MON ds. Inicjatyw i Nowatorstwa. 
3 września 1987 przeszedł w stan spoczynku pożegnany przez ministra obrony narodowej gen. armii Floriana Siwickiego. Pochowany na Cmentarzu Komunalnym Południowym w Antoninowie (kwatera 14-D-4-17).

## Życie prywatne
Był synem Leona, właściciela 22-ha gospodarstwa i Olgi z domu Baran. Po zajęciu wschodnich terenów Polski przez Armię Czerwoną jego ojciec został 20 lutego 1940  aresztowany przez NKWD i prawdopodobnie zaraz potem zamordowany. Mieszkał w Warszawie. Był wdowcem (żona zmarła w 2003). Miał syna.

## Odznaczenia
- Krzyż Komandorski Orderu Odrodzenia Polski
- Krzyż Oficerski Orderu Odrodzenia Polski
- Order Sztandaru Pracy II klasy
- Order Krzyża Grunwaldu III klasy
- Krzyż Walecznych
- Medal 10-lecia Polski Ludowej
- Medal 30-lecia Polski Ludowej
- Medal 40-lecia Polski Ludowej
- Medal „Za udział w walkach o Berlin”
- Złoty Medal „Siły Zbrojne w Służbie Ojczyzny”
- Srebrny Medal „Siły Zbrojne w Służbie Ojczyzny”
- Brązowy Medal „Siły Zbrojne w Służbie Ojczyzny”
- Złoty Medal Za zasługi dla obronności kraju
- Srebrny Medal Za zasługi dla obronności kraju
- Brązowy Medal Za zasługi dla obronności kraju
- Złota odznaka honorowa „Za Zasługi dla Warszawy” (1977)[3]
- Order Wojny Ojczyźnianej I stopnia (ZSRR)
- około 40 innych polskich i zagranicznych odznaczeń.